# 廖語晴
廖語晴（1981年5月24日—），本名廖珮伶，台灣藝人，藝名Linda，從發行個人專輯出道，後開始接演戲劇，代表作為《飛行少年》。同時也是第二屆ESL星海爭霸2女子盃冠軍。
父親廖治德為秀泰影城董事長。

## 演出作品

### 電視劇
| 年份   | 片名        | 角色       | 備註             |
| ------ | ----------- | ---------- | ---------------- |
| 2005年 | Chase       | Ellie Chua | 新傳媒5頻道      |
| 2006年 | 白色巨塔    | 康雯麗     | 中視、東森戲劇台 |
| 2007年 | After Hours | Ellie Chua | 新傳媒5頻道      |
| 2007年 | 櫻野三加一  | Joyce      | 台視、三立       |
| 2009年 | 愛就宅一起  | 陳楚楚     | 中視、八大       |
| 2009年 | 閃亮的日子  | 向千千     | 中視、中視綜藝台 |
| 2010年 | 愛∞無限     | 趙碧雲     | 華視、八大       |
| 2011年 | 飛行少年    | 莊曉莉     | 華視、八大       |
| 2012年 | 辣妹釘孤枝  | 杜力香     | 公視             |

### 電影
| 年份   | 片名                   | 角色        | 导演           |
| ------ | ---------------------- | ----------- | -------------- |
| 2005年 | 《等待飛魚》           | 李晶晶      | 曾文珍         |
| 2011年 | 《撞鬼 》              | 空服員Linda | 蔡于位         |
| 2012年 | 《甲洞》               | 大嫂        | 马逸腾         |
| 2012年 | 《你好。謝謝》(微電影) | Linda       | 林孝謙、呂安弦 |
| 2012年 | 《樂翻天》             | 星光愛      | 王岳倫         |
| 2014年 | 《五分之一的遭遇》     | 琴          | 施祥德         |

### MV
- 林宇中〈路過的新娘〉
- 方炯鑌〈壞人〉
- 戴佩妮〈淡水河邊〉、〈吹嗶嗶〉
- 邰正宵〈我不配〉、〈我愛過你〉
- 韓國神話成員Junjin〈Forever〉
- 謝佳見〈謝謝寂寞〉

## 音樂作品

### 專輯
- 2002年8月 《Linda 7》索尼音樂發行
- 2004年6月 《我挺你》華研國際音樂發行
- 2011年5月27日 《愛。現》海蝶音樂發行

### 單曲
- 2007年 我愛過你(與黃俊憲合唱)
- 2007年 認床
- 2007年 Forever(與神話成員JUNJIN合唱)
- 2007年 裝傻 (電視劇麻雀愛上鳳凰片頭曲)

## 廣告代言，CF
- 2002年－可伶可俐2支CF主角演出
- 2002年－七味茶年度代言
- 2004年－曼秀雷敦[Sun play]防曬乳廣告
- 2005年－三菱汽車
- 2006年－卡尼爾保養品
- 2006年－悅氏纖維水
- 2007年－夢奇奇服飾
- 2006年－Maybelline化妝品
- 2008年－卡西歐相機
- 2008年－Playboy女鞋
- 2009年－黛安芬內衣
- 2009年－H2O纖體飲+美型精華
- 2011年－RAZER雷蛇全球代言人
- 2011年－我行我秀大匯演
- 2011年－美國棉

## 外部連結
- Linda Liao (廖語晴)的Facebook專頁
- 廖語晴的Instagram帳戶
- 廖語晴的新浪微博
- Linda廖语晴的博客 （页面存档备份，存于）
- Razer個人檔案 （页面存档备份，存于）
- twitch個人直播頻道 （页面存档备份，存于）
- 熊貓TV個人直播頻道
- Linda Liao (廖語晴)官方影音專區 （页面存档备份，存于）